# Objeto de Sakurai
El objeto de Sakurai (V4334 Sgr) es una estrella localizada en la constelación de Sagitario. Se cree que anteriormente fue una enana blanca que, como resultado de un pulso térmico muy tardío, aumentó de tamaño hasta convertirse en una gigante roja. Se ubica en el centro de una nebulosa planetaria y se cree que actualmente está en una inestabilidad térmica dentro de la última fase del flash de helio.
Al momento de su descubrimiento, los astrónomos pensaron que era una nova lenta. Sin embargo, análisis espectroscópicos posteriores revelaron que no era tal, sino que había experimentado un pulso térmico similar al de V605 Aquilae. Este fenómeno causó una gran expansión en la estrella. V605 Aquilae, que fue descubierta en 1919, es la única estrella conocida que se ha observado durante la alta luminosidad de un pulso térmico tardío y los modelos predicen que el objeto de Sakurai seguirá el mismo ciclo durante las siguientes décadas.
Se espera que esta y otras estrellas parecidas terminen como enanas blancas con mucho helio después de retroceder su evolución desde un renacimiento en la fase de gigante hasta la secuencia de enfriamiento de las enanas blancas; de hecho, ya existen otros casos parecidos como es el caso del FG Sagittae. Tras la erupción del objeto de Sakurai en 1995, se consideró que este evento pudo ser el primer flash de helio observado de manera adecuada.

## Historial de observaciones

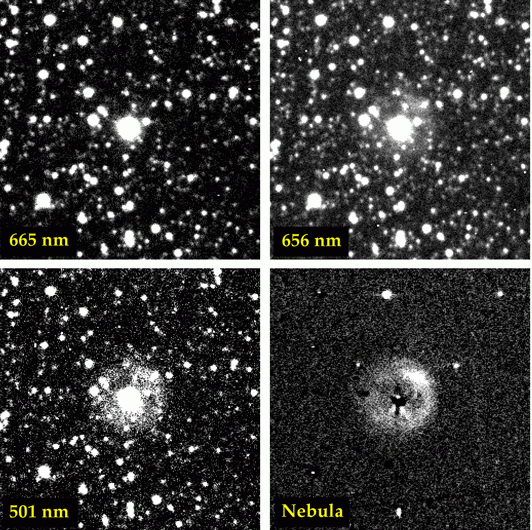
Objeto de Sakurai por Hilmar Duerbeck, Observatorio Europeo Austral.

El 23 de febrero de 1996, en una circular de la Unión Astronómica Internacional, se anunció el descubrimiento de una «posible nova "lenta"» de magnitud 11.4 por parte de Yukio Sakurai, un astrónomo aficionado. El astrónomo japonés Syuichi Nakano presentó el hallazgo y señaló el hecho de que no se había visualizado en imágenes desde 1993, ni en los registros del centro de astrofísica Harvard-Smithsonian del período que va desde 1930 hasta 1951, a pesar de que parecía brillar gradualmente en los años anteriores. Nakano escribió que «mientras la explosión sugiere una lenta o simbiótica nova, la ausencia de líneas de emisión un año después de la iluminación es muy inusual».
Siguiendo la publicación inicial, Hilmar Duerbeck y Stefano Benetti divulgaron un estudio en el que se investigaba el «posible final del flash de helio» observado por Sakurai. En él, notaron que la localización del objeto de Sakurai correspondía a un elemento débil detectado en 1976 de magnitud 21, y discutieron otras observaciones entre los años 1994 y 1996, cuando esta había aumentado a alrededor de entre 11 y 15. Después de analizar los flujos medidos, el diámetro angular y la masa de la nebulosa, determinaron una distancia de 5.5 kpc y una luminosidad de 38 L☉. Los investigadores mencionaron que esto era según la apariencia y las predicciones del modelo.
Las primeras observaciones de radiación infrarroja se realizaron en 1998, cuando se presentaron las espectroscopias cercana y lejana. Los datos recogidos mostraban el excesivo brillo del objeto de Sakurai en 1996, seguido de una nítida disminución en 1999, tal y como se esperaba. Posteriormente, se descubrió que el fuerte descenso fue debido al polvo circunestelar ubicado alrededor de la estrella, que presentaba una temperatura de ~680 K. En el año 2000, se publicaron datos adicionales grabados por el Telescopio Infrarrojo del Reino Unido, en los que se analizaron los cambios de las líneas espectrales. Además, un año antes, este mismo telescopio había revelado que la estrella estaba en una etapa similar a la de una estrella RCB, expulsando grandes cantidades de polvo y perdiendo masa significativamente. Desde 2005, la estrella ha sido objeto de observación debido a la expulsión de partículas a causa de la fotoionización que estaba teniendo lugar.

## Propiedades
El objeto de Sakurai es una estrella altamente desarrollada de la rama asintótica gigante, en la que, tras la secuencia de enfriamiento de una enana blanca, experimenta un flash de helio en capa —también conocidos por tener un pulso térmico muy tardío—. Inicialmente, se pensaba que iba a tener una masa de unos 0.6 M☉. Junto con ello, observaciones del objeto de Sakurai han mostrado un creciente enrojecimiento y actividad pulsante, lo que sugiere que la estrella está inestable durante la última parte de esta etapa.
Las propiedades del objeto de Sakurai son muy parecidas a las de V605 Aquilae —descubierta en 1919 como la única otra estrella conocida observada durante la fase de alta luminosidad de un pulso térmico muy tardío— y está modelado para subir su temperatura en las siguientes pocas décadas para alcanzar un estado similar.

### Nube de polvo
Durante la segunda mitad de 1998, una gruesa capa de polvo oscureció el objeto de Sakurai, lo que causó un rápido decrecimiento en la visibilidad de la estrella hasta 1999, cuando desapareció totalmente del espectro visible. Observaciones infrarrojas mostraron que la nube de polvo que rodeaba al objeto era principalmente carbono en una forma amorfa. En 2009, se descubrió que la capa de polvo era fuertemente asimétrica, similar a un disco con un semieje mayor orientado a un ángulo de 134° e inclinado a unos 75°. Se cree que el disco está aumentando su opacidad debido a la rápida evolución espectral de la fuente hacia temperaturas más bajas.

### Nebulosa planetaria
El objeto de Sakurai está rodeado por una nebulosa planetaria que se formó tras la fase de gigante roja de una estrella hace unos 8300 años. Se ha estimado que la nebulosa tiene un diámetro de 44 arcosegundos y se expande a una velocidad aproximada de 32 km/s.

### Similitudes con otras estrellas
Una investigación en 1996 reveló que el objeto de Sakurai tenía las características de una estrella variable R Coronae Borealis, pero con la anomalía de falta de Carbono-13 (13C). Además, la metalicidad de la estrella en ese mismo año fue parecida a la de V605 Aquilae en 1921. Sin embargo, se cree que crecerá hasta alcanzar a esta última.

## Significado en investigación astronómica
Tras la constante observación del objeto de Sakurai, se espera grabar un amplio conjunto de nuevas estrellas en formación o destruyéndose, además de usar sus datos para la investigación futura de estrellas similares. La razón por la que estrellas como el objeto de Sakurai o V605 Aquilae existen, así como el hecho de tener una  vida más corta que la mayor parte de las estrellas, es ampliamente desconocida. Se ha observado que estas dos estrellas han experimentado un comportamiento de renacimiento por solo diez años, mientras que la FG Sagittae ha sufrido esa pauta durante 120 años. También se ha hipotetizado que esto sucede debido a que tanto el objeto de Sakurai como V605 Aquilae evolucionaron en ramas asintóticas gigantes una vez, mientras que la FG Sagittae está cubierta de la misma por segunda vez.